# Соціальна стигматизація
Соціа́льна стигматиза́ція (грец. στíγμα — тавро, клеймо) — негативне виділення суспільством індивіда, явища, або соціальної групи за якоюсь ознакою з відповідним стереотипним набором соціальних реакцій на цього індивіда (або представників соціальної групи). На стигматизацію впливають забобони, ідеологеми, які історично встановилися у конкретному суспільстві і стали частиною їхнього світогляду. При цьому певні характеристики індивіда не беруться до уваги.
Стигма — властивість, на підставі якої формується негативний стереотип. Тому практично всі стигми є за своєю суттю
стереотипом. Проте не кожний стереотип стигматизується. Проявлятися стигматизація може стосовно різноманітних груп населення за станом здоров'я, професією або соціальним становищем, конфесією, віком, статтю, національністю і т. ін.
При вивченні стигматизації розглядають три основні поняття: стигма, упередження, дискримінація. Під упередженням розуміється готовність людей проявляти позитивну або негативну дію стосовно об'єкта упередження без розгляду того, чи є якісь підстави для такої поведінки. Дискримінація полягає в тому, що окремі люди або групи в суспільстві через стигму можуть не отримати якоїсь допомоги або не мати певних прав.
Формування стигматизації відбувається на двох рівнях комунікації — міжособовому та масовому. На першому рівні формується певна позиція щодо тієї чи іншої особи або групи, інколи і на основі одноразового негативного досвіду взаємодії. На другому — значну роль відіграють масові комунікації.